# General de corpo de exército

Distintivo de general de corpo de exército do Exército de Terra Francês

General de corpo de exército é uma patente de oficial general existente em alguns países. Nos países em que existe, normalmente, a patente situa-se entre a de general de divisão e a de general de exército. A sua designação deve-se ao facto de ter a responsabilidade do comando de uma unidade ou órgão do escalão corpo de exército.
A patente de general de corpo de exército, corresponde à de general de três estrelas, nos países da NATO.
Na França o posto de general de corpo de exército é concedido, como título de função, aos generais de divisão que exercem determinados cargos.